# オリンパス・OM-D E-M1X
オリンパス・OM-D E-M1Xは、オリンパスが2019年2月22日に発売したミラーレス一眼カメラである。2016年12月に発売した「OM-D E-M1 mark II」をベースに、プロユースに特化した仕様となった。ミラーレスカメラとしては珍しく、縦位置グリップを一体化している。画像処理エンジンはTruePic VIIIを2基搭載、「フリッカーレス撮影機能」や新機能の「ライブND」など、E-M1 Mark II以上のパフォーマンスを発揮する。AF撮影には、ディープラーニングの技術を活用して、最大8目標まで被写体を認識・追尾可能な「インテリジェント被写体認識AF」を新採用した。また、ユーザー独自のAFターゲットを作成できる機能も備える。手ブレ補正は5軸ボディ補正とレンズ補正の組み合わせで最大7.5段分を発揮し、これを応用した「手持ちハイレゾショット」で5000万画素相当の撮影も可能となった。また、撮影地のGPS情報をはじめ、気圧・温度・方位などの各種撮影ログを記録する「フィールドセンサーシステム」を搭載する。環境性能でも、E-M1 Mark IIを上回る防塵・防滴性能と、埃が舞う中でもレンズ交換が可能なことを目指した「ダストリダクション」とした。
2019年のカメラグランプリにて、「あなたが選ぶベストカメラ賞」を受賞した。
なお、2018年秋から、ミラーレス一眼カメラは35mmフルサイズセンサー搭載機種への流れが加速しているが、これに対してオリンパスは「当社は今後もマイクロフォーサーズマウントの機動力で勝負する」と明言している。

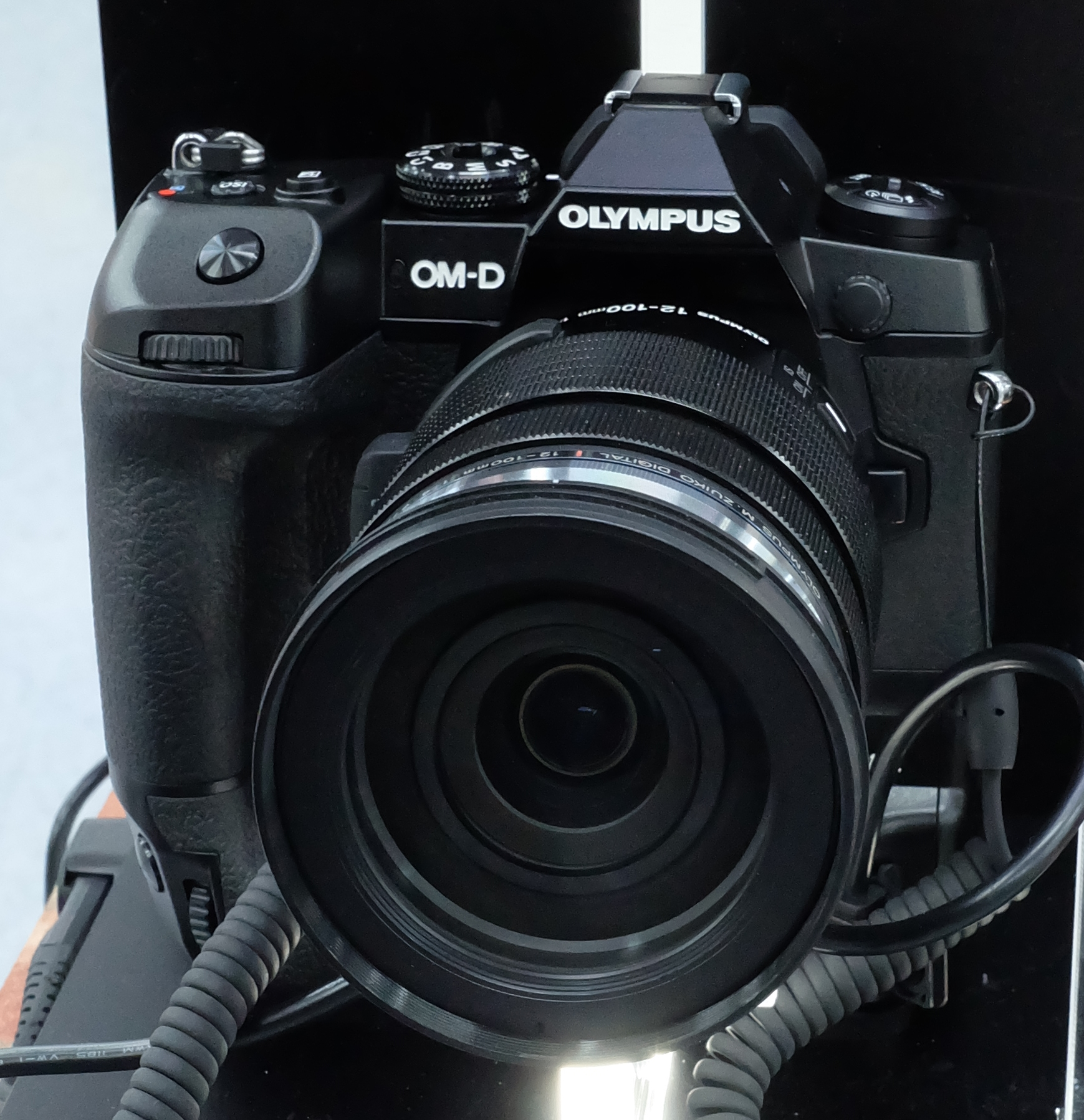
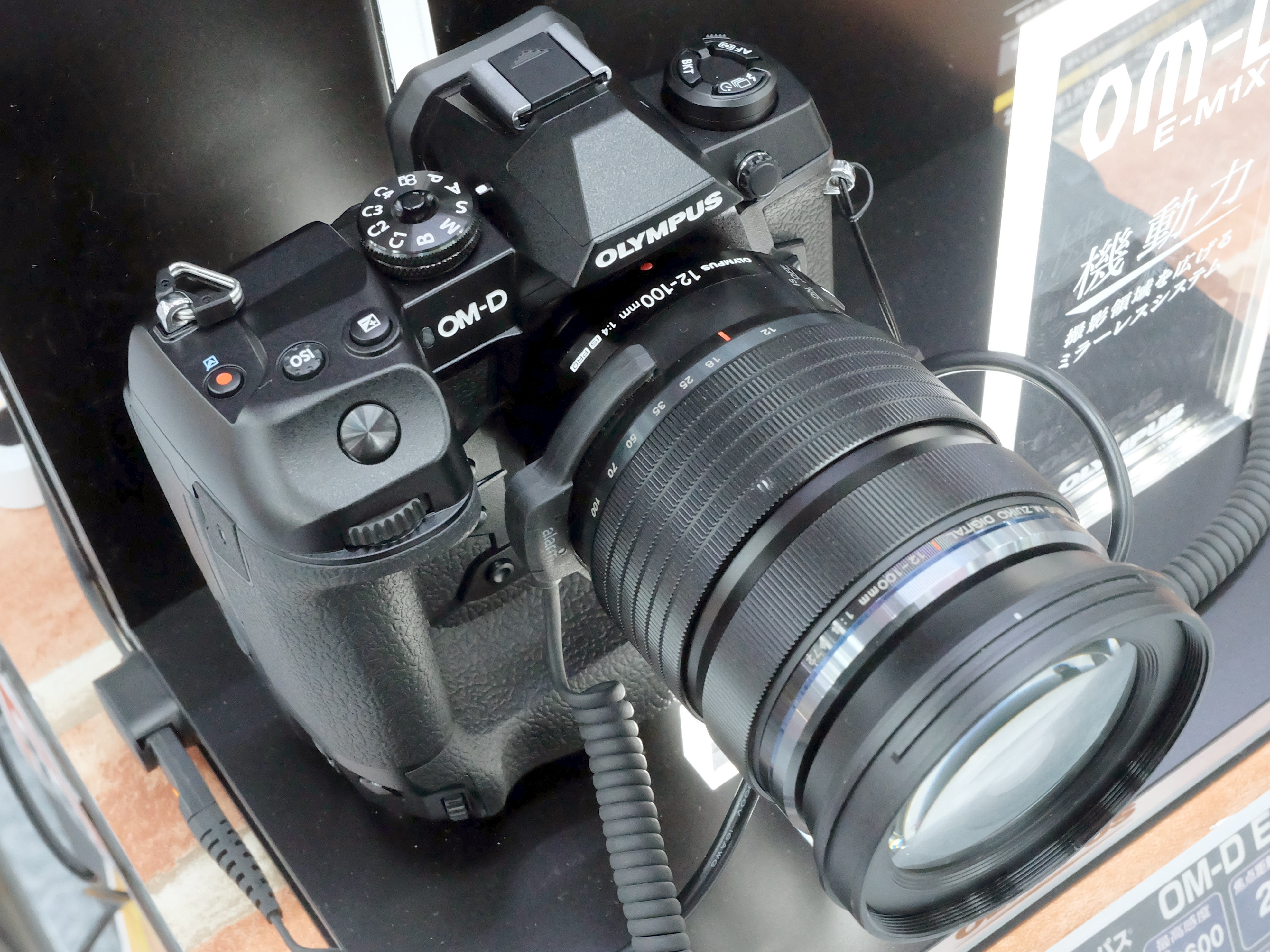
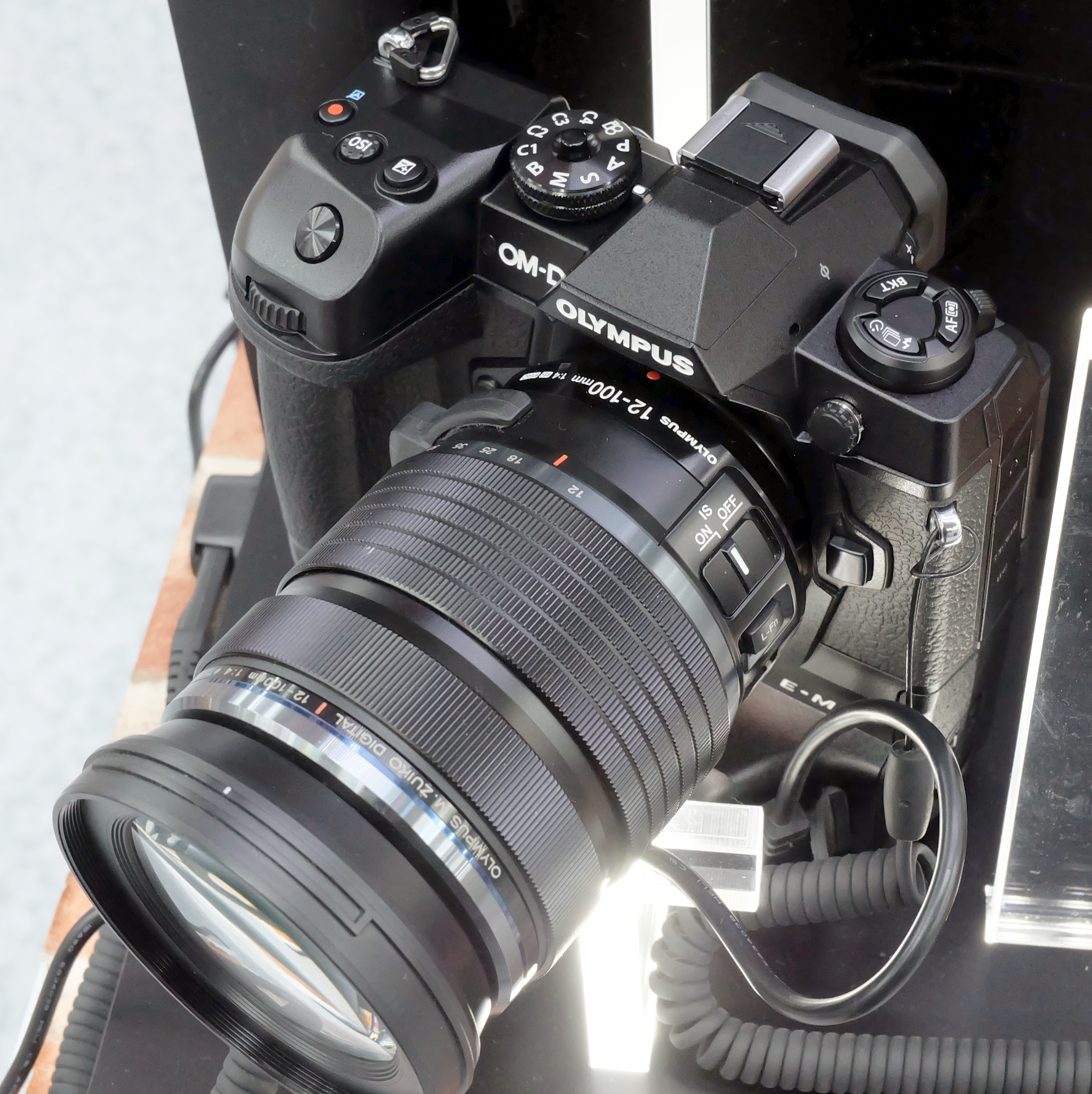
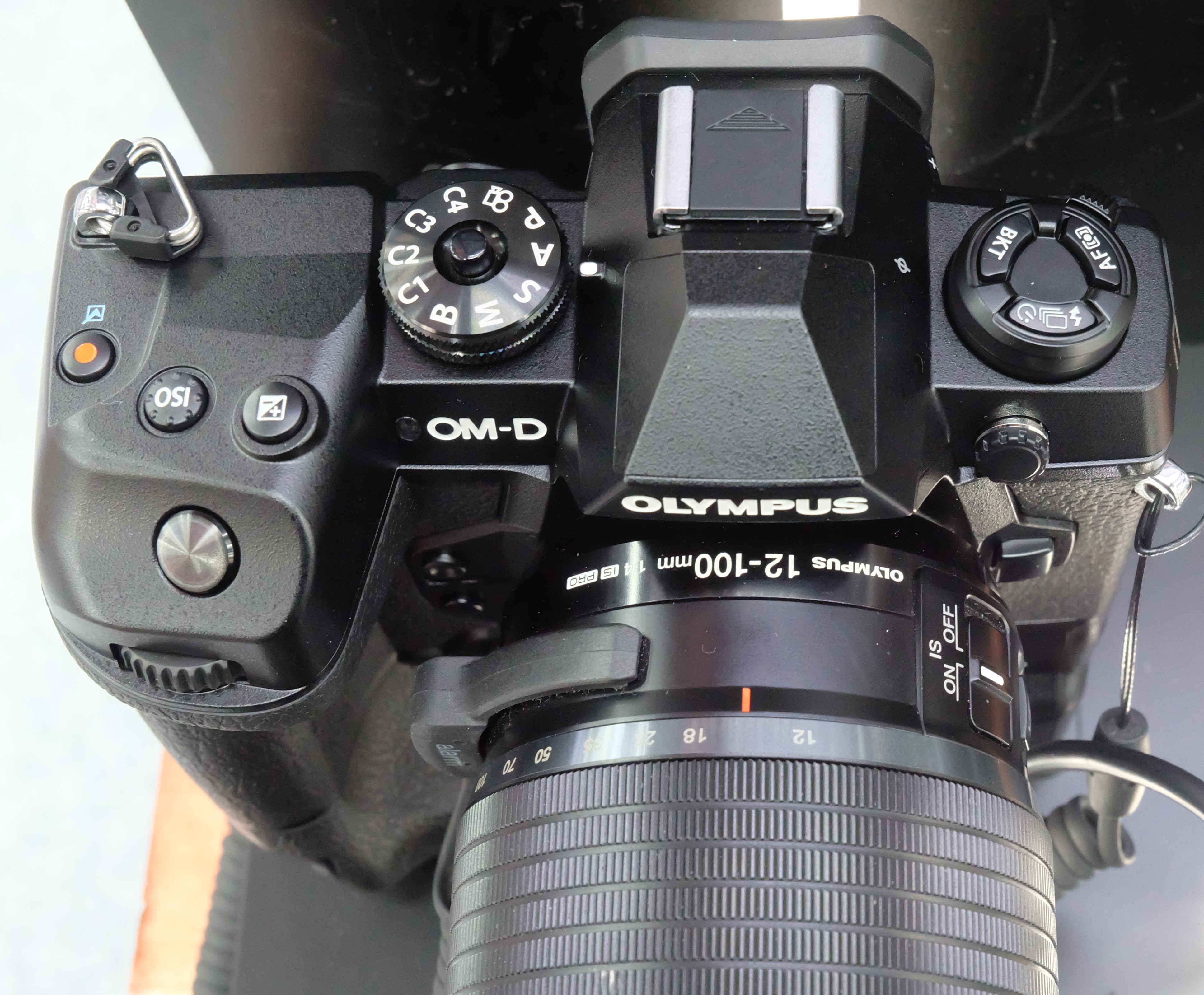
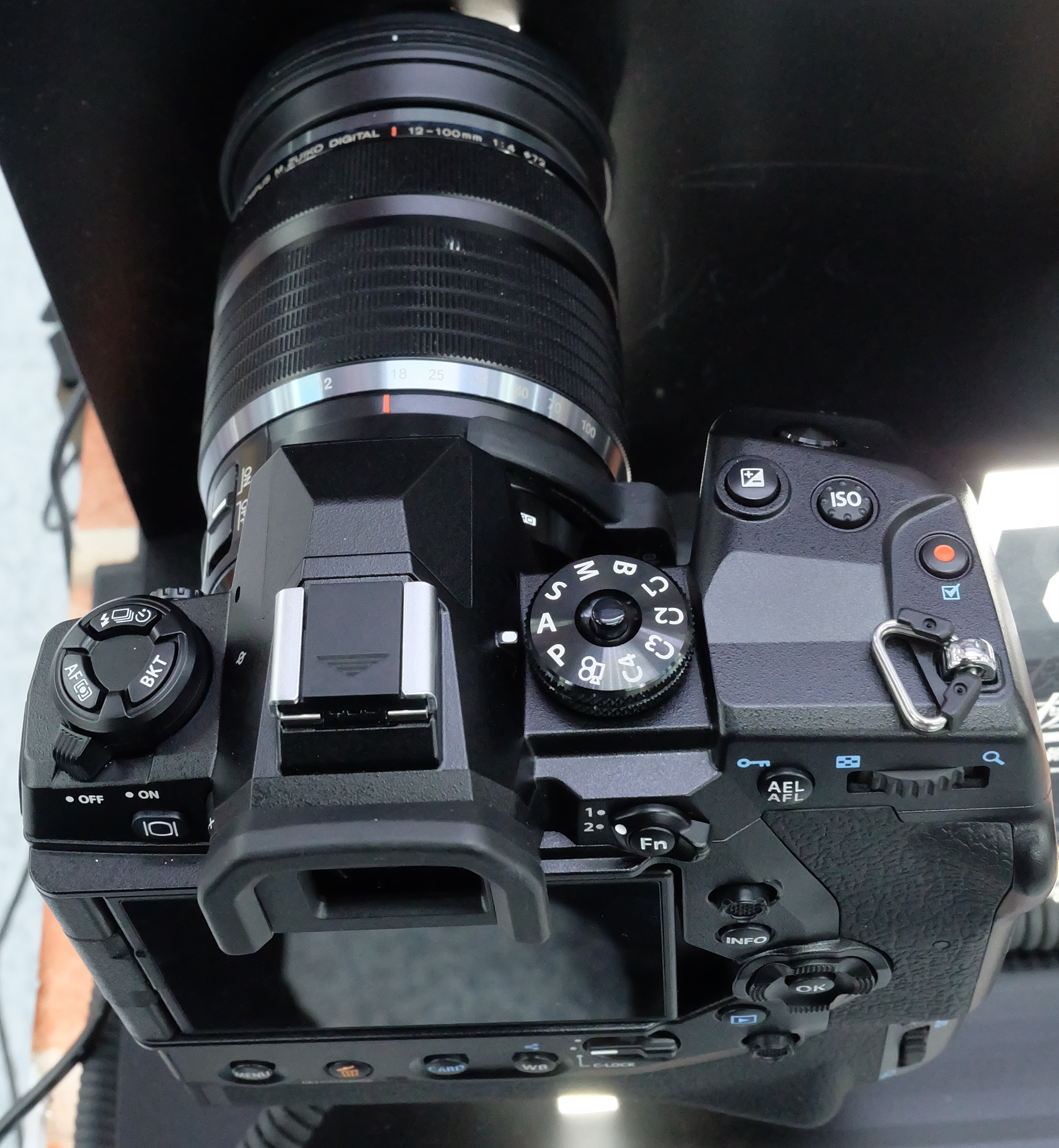
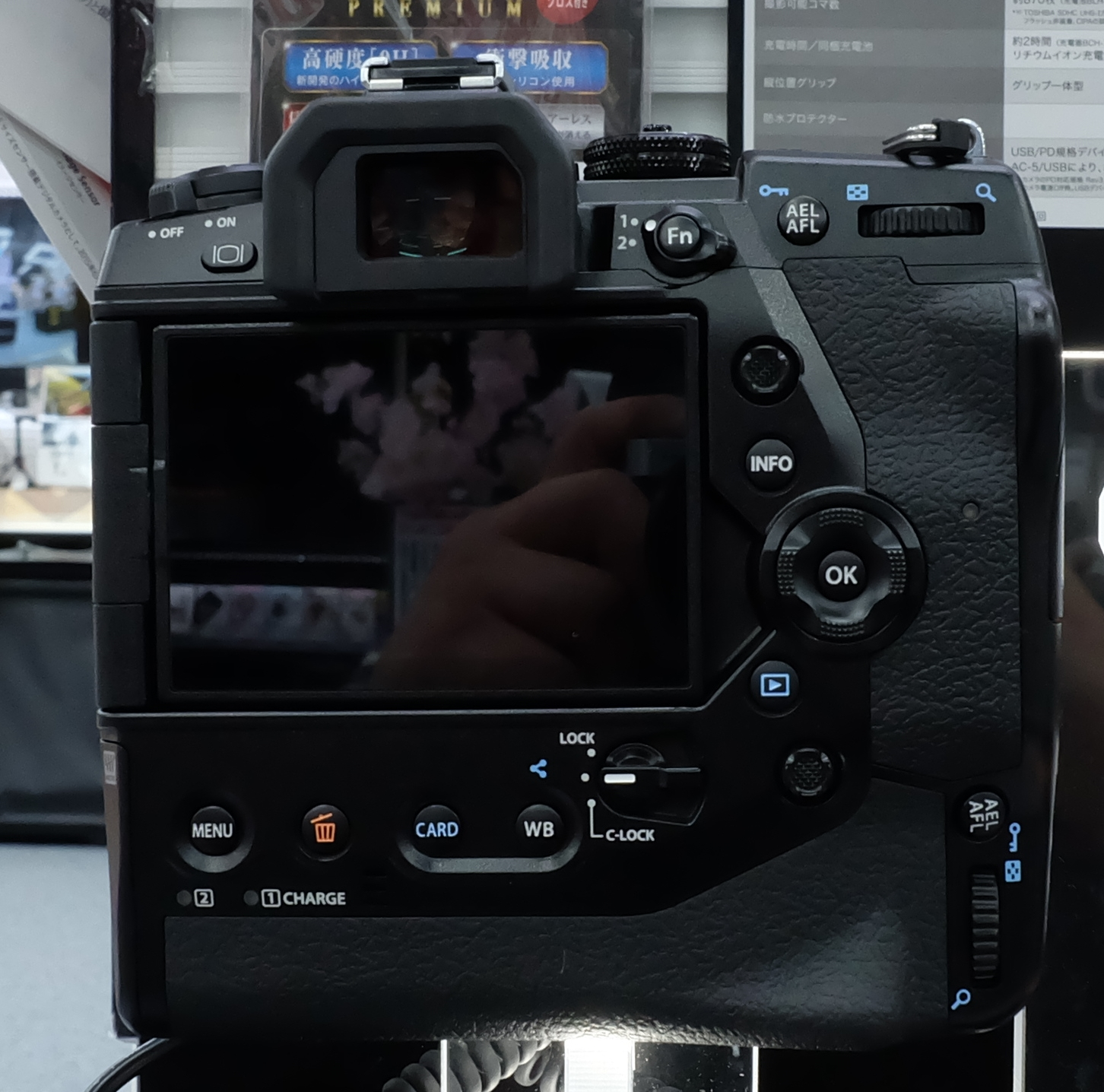
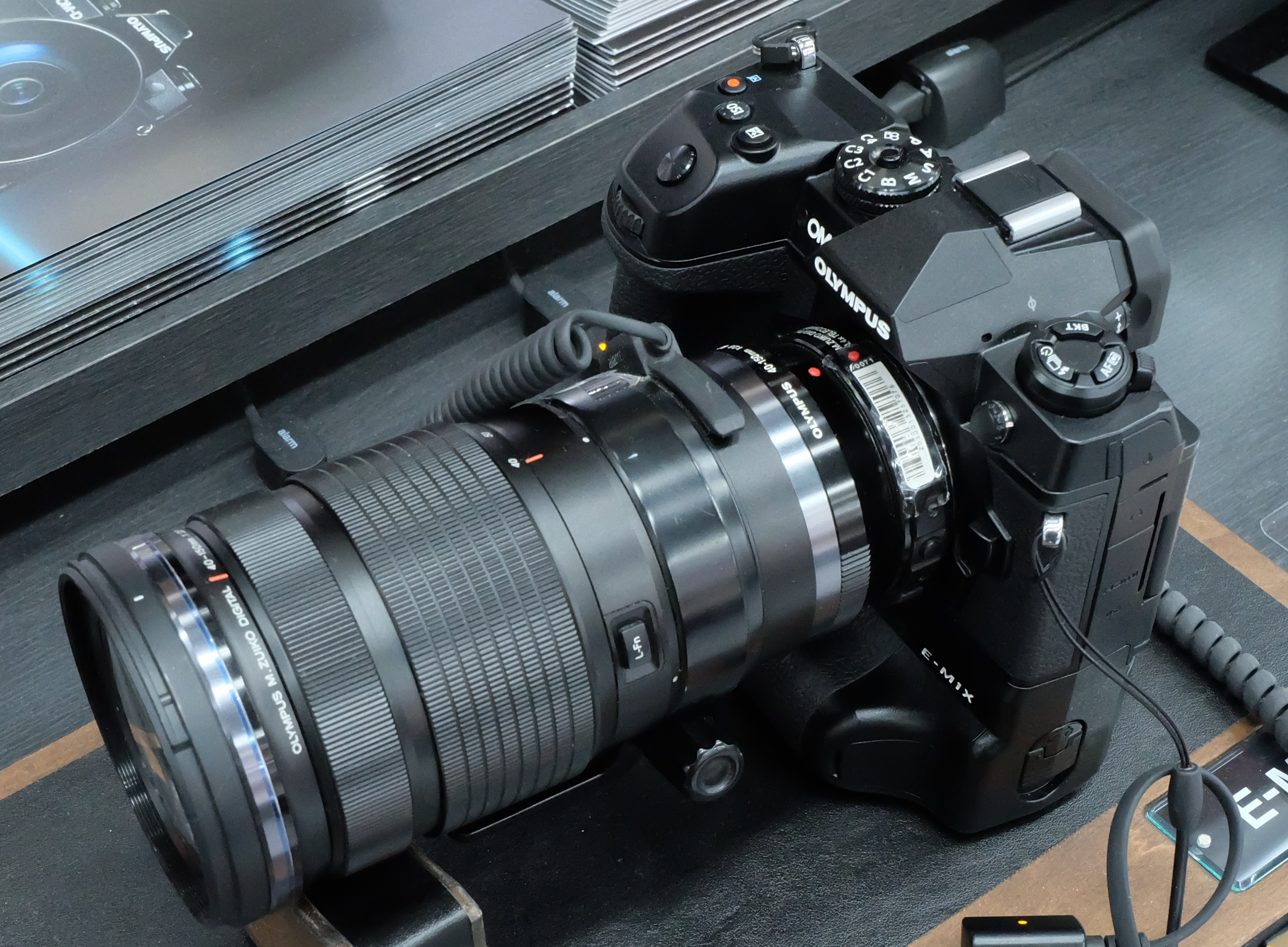

## 評判
- 2019年2月5日に大阪で行われた公開イベントでは、オリンパスファンを中心に参加者が集まり、「一眼レフよりも軽い」という声が聞かれた[5]。
- ヨドバシカメラの2019年2月下期のデジタル一眼カメラ売上ランキングにて第1位を獲得した[6]。